# Gran Premi del Pacífic
|  | Aquest article tracta sobre Fórmula 1. Si cerqueu informació sobre motociclisme, vegeu «Gran Premi del Pacífic de motociclisme». |

El Gran Premi del Pacífic va ser una carrera puntuable pel Campionat de Fórmula 1 que es va disputar els anys 1994 i 1995.
Aquestes carreres es van córrer al circuit Internacional Tanaka, que és un circuit lent i amb molts revolts situat als afores d'Aida, Okayama (prop de Kobe), al Japó.
A la cursa de 1994, Michael Schumacher va aconseguir una victòria fàcil, ja que Ayrton Senna va estar involucrat en un accident al primer revolt amb Mika Häkkinen i Nicola Larini.
A la cursa de 1995, també fou guanyada per Michael Schumacher, gràcies a la perfecta estratègia de carrera del seu equip, assegurant a aquesta carrera el seu segon campionat mundial de pilots.

## Guanyadors del Gran Premi del Pacífic
| Any  | Data         | Pilot              | Equip            | Resultats |
| ---- | ------------ | ------------------ | ---------------- | --------- |
| 1995 | 22 d'octubre | Michael Schumacher | Benetton-Renault | Resultats |
| 1994 | 17 d'abril   | Michael Schumacher | Benetton-Ford    | Resultats |